# Doença neuromuscular
Doença neuromuscular é um termo genérico para designar diversas condições que afetam o funcionamento dos músculos, quer directamente (patologias dos músculos voluntários), quer indirectamente (patologias dos nervos ou junções neuromusculares. Os sinais e sintomas mais comuns de doenças neuromusculares são a perda de sensibilidade, formigueiro, fraqueza muscular, atrofia muscular, dor muscular e contrações musculares involuntárias.
As doenças neuromusculares podem ser causadas por doenças autoimunes, doenças genéticas ou hereditárias e algumas formas da síndrome de Ehlers-Danlos. Podem ainda ser causadas pela exposição a alguns produtos químicos e envenenamento com metais pesados.
As doenças do placas motoras terminais estão a miastenia grave, uma forma de fraqueza muscular causada pelo ataque de anticorpos aos receptores de acetilcolina, e uma condição relacionada denominada síndrome miasténica de Lambert-Eaton. O tétano e o botulismo são infeções bacterianas em que toxinas bacterianas fazem respectivamente aumentar ou diminuir o tónus muscular. As distrofias musculares, incluindo a distrofia muscular de Duchenne e a distrofia muscular de Becker, são um grande grupo de doenças, muitas delas hereditárias ou o resultado de mutações genéticas, que afetam a integridade dos músculos e levam à progressiva fraqueza muscular e diminuição da esperança de vida.